# Управление финансовых услуг Мальты
Мальтийское управление финансовых услуг (англ. Malta Financial Service Authority) — государственный орган Республики Мальта, осуществляющий регулирование и надзор в кредитно-финансовом секторе, в том числе в банковской сфере.